# What is a Woman?

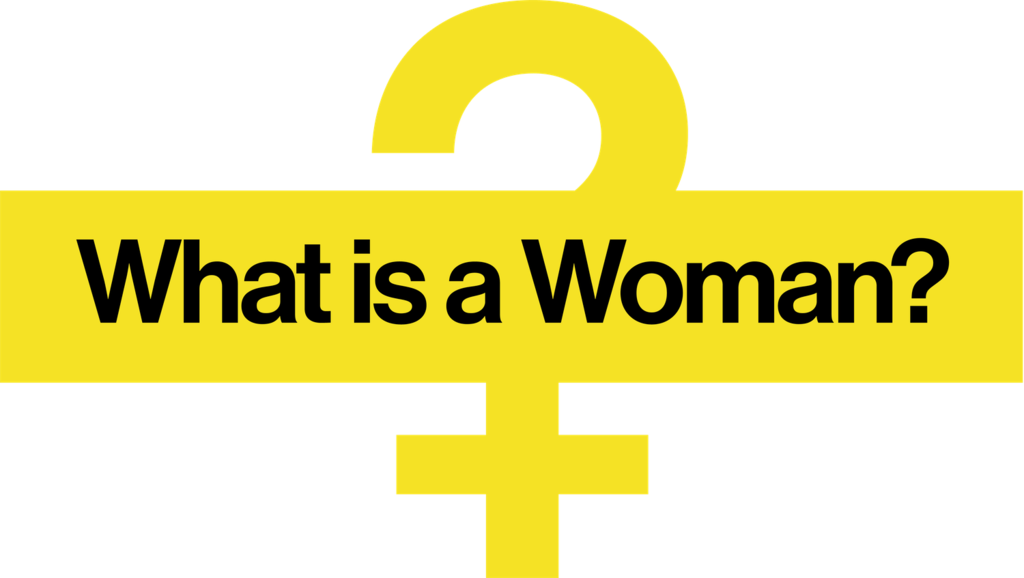
Logotipo do documentário

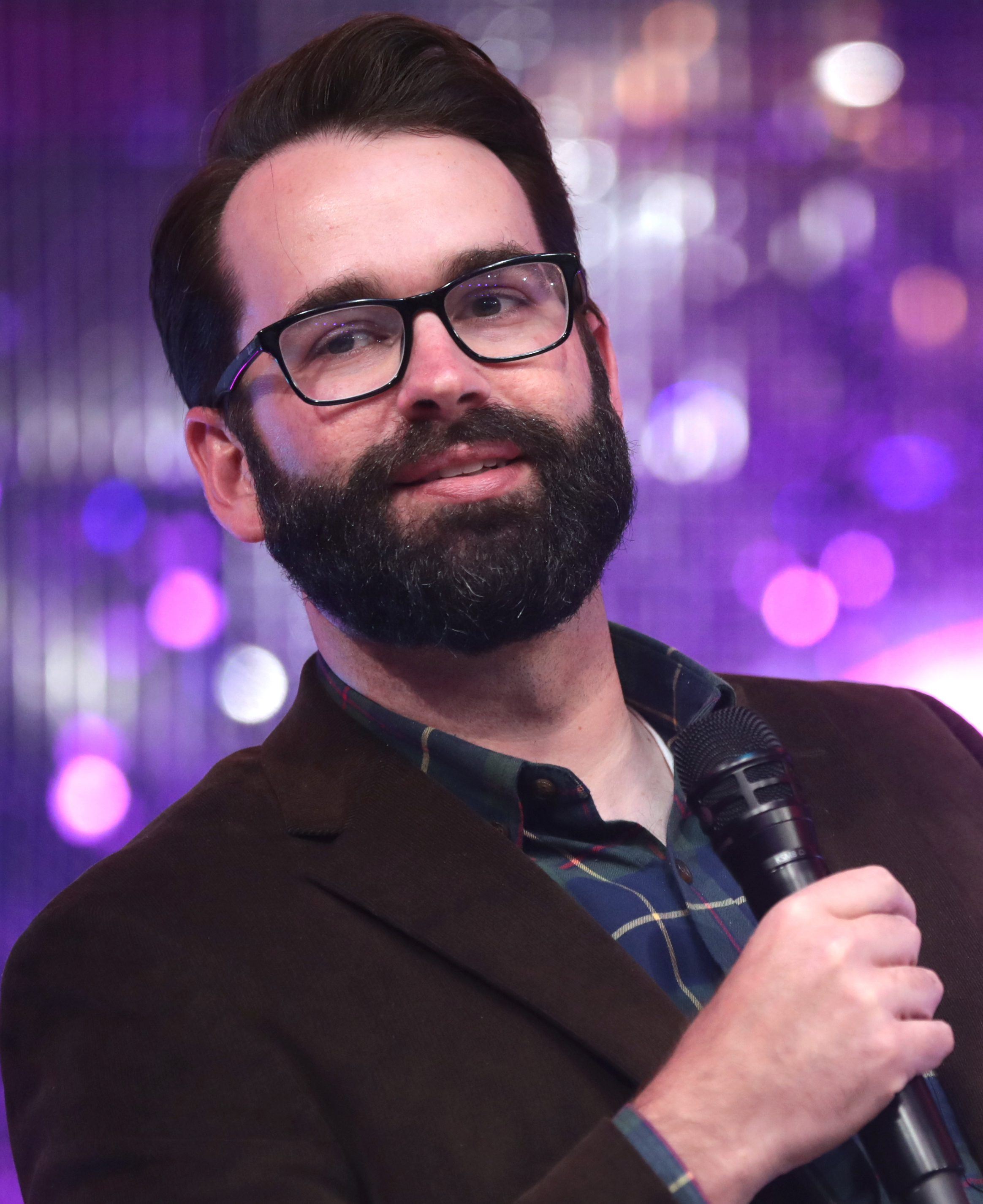
Walsh em 2022

What is a Woman? (em pt: O que é uma mulher?) é um documentário de 2022 sobre sexo e ideologia de gênero. Foi produzido pelo The Daily Wire e protagonizado pelo jornalista e apresentador conservador norte-americano Matt Walsh. Estreou no Brasil dia 3 de junho e tem duração de 95 minutos.
Tem uma aprovação dos críticos profissionais de cinema de Rotten Tomatoes de 83% e, pela audiência, de 96%.